# دييغو أوليفيرا
دييغو أوليفيرا  (بالأنجليزية:diego olivera) ممثل أرجنتيني/مكسيكي من مواليد سنة 1968 شارك في عدة أفلام و مسلسلات مكسيكية وأرجنتينية ولاتينية .

## مواضيع ذات علاقة
- رودريغو دياز
- دافيد شوكارو
- سيباستيان رولي
- دييغو سولدانو
- فريديريكو إيسوين
- كارلا بيترسون
- فيكتوريا مورات
- أندريا ديل بوكا

## روابط خارجية
- دييغو أوليفيرا على موقع IMDb (الإنجليزية)
- دييغو أوليفيرا على موقع أول موفي (الإنجليزية)
- دييغو أوليفيرا على موقع قاعدة بيانات الفيلم (الإنجليزية)